# 时代计划

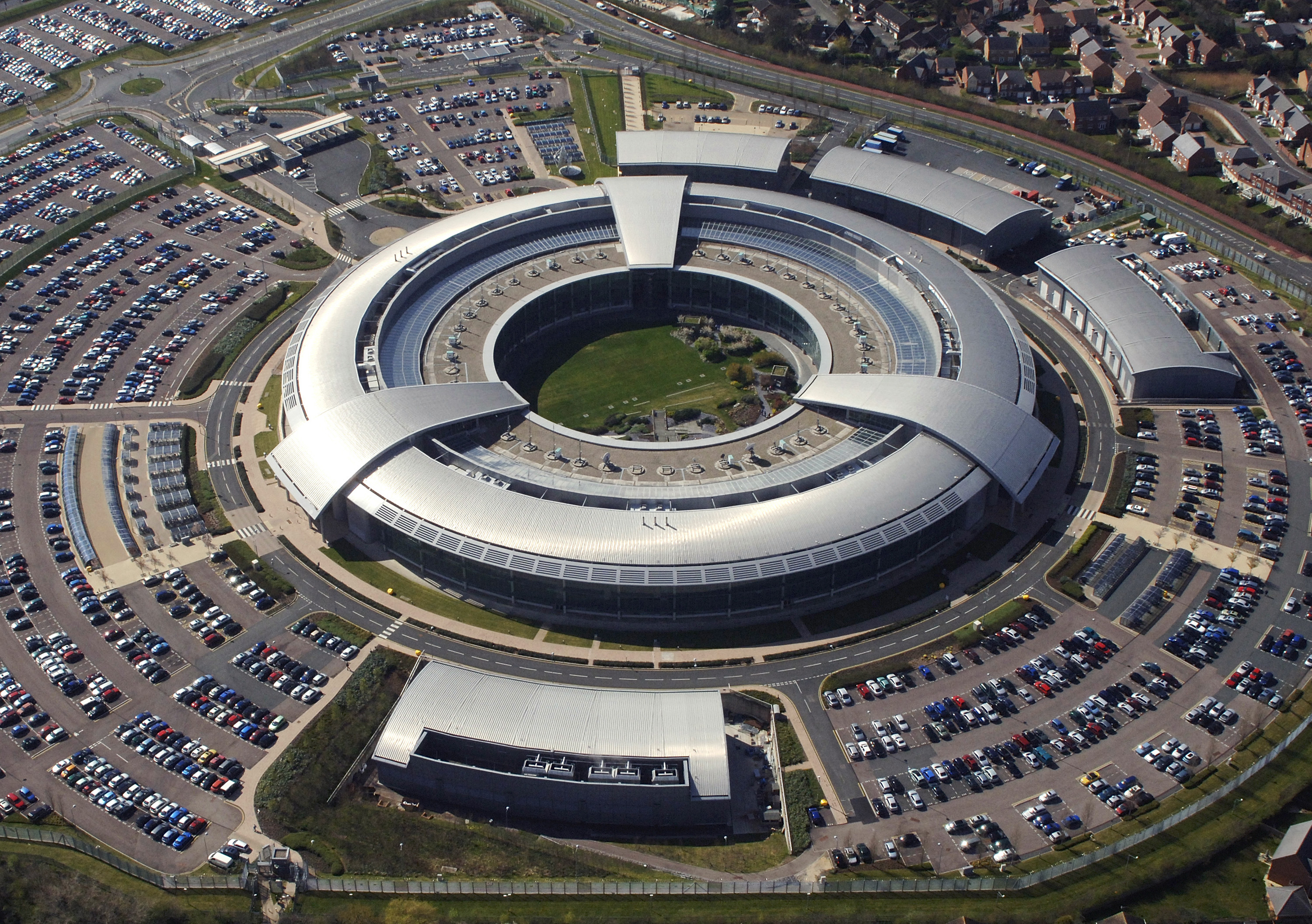
政府通信总部是“时代”计划的运作者。

时代计划（英語：Tempora），又译颞颥计划，是英国政府通信总部（GCHQ）的秘密计算机大规模监控系统代号。这个系统的功能是暂时存储经光纤传输的大部分互联网通讯，以便在事后作进一步分析处理。系统的测试工作始于2008年，并在2011年秋进入工作状态。
时代计划并非针对特定的目标或个体，而是直接从互联网的骨干——光纤——截获信息，从而获得互联网用户的大量个人数据。已知的数据截获地点是英国境内及海外设有光缆和接岸站的公司。
美国情报机构的技术员爱德华·斯诺登在2013年5月将本计划披露给了卫报记者格倫·格連韋特，这是他披露全球各类大规模政府监控计划的一部分。斯诺登披露的档案声称，时代计划收集的数据与美国国家安全局共享。

## 运作
根据斯诺登所述，时代计划由两部分组成，分别是“掌控互联网”和“全球通信探测”。他声称，这两者的目的是收集网络与电话通讯。然而两份原始档案不支持他的说法。根据档案，时代计划的功能只是监控网络通讯，正如NSA的XKeyscore系统一样。
媒体怀疑GCHQ收集的元数据更甚于NSA。截至2012年5月，有300名GCHQ分析师和250名NSA分析师在整理这些数据。
《卫报》声称，收集私人数据，无论是属于公民大众还是特定目标都是本质没有区别的。据称，时代计划收集的私人信息包括通话录音、电子邮件内文、Facebook动态和个人网络浏览记录。斯诺登认为，“这不仅仅是美国的问题，英国也存在问题，它们（GCHQ）甚至比美国还要恶劣。”
一些人推断政府和商业公司的秘密协议是时代计划唯一可行的信息来源，即斯诺登泄露档案中的“截获合作者”。一些公司被指控有偿参与合作。斯诺登同时指控，GCHQ职员惧怕秘密外泄导致“严重政治风波”而建议掩盖这些资料的来源。相关的企业收到命令，严禁透露GCHQ可以接触他们线缆的事实。如果企业拒不遵守，他们将不得不采取措施。
GCHQ的律师团队表示，将所有被时代计划监控的人列成清单是不可能的，因为“这个清单长度是无限的，根本列不过来”。
GCHQ在位于康沃尔的GCHQ Bude展开了为期三年的测试。到2011年夏，GCHQ就拥有了超过200个连接到互联网的探针，每个探针每秒可收集10 GB的数据。NSA分析师也参与了测试。最终，时代计划于2011年秋启动，并与NSA共享数据。而正在进行中的技术工作，还将借助超级线缆，将GCHQ的处理能力提升至每秒100 GB。收集到的数据保存三天，而元数据则保存三十天。
时代计划包括了不同的组成部分，如实际连接到光纤的线缆，NSA开发的XKeyscore系统，和一个大规模减容的技术。
到2012年五月，GCHQ已经将“时代”计划的系统安装在下列地点：
- CPC处理中心，10GB/s，共16条线缆
- OPC处理中心，10GB/s，共7条线缆
- RPC1处理中心，10GB/s，共23条线缆

## 各方反应
英国国防部发布了一则政府机密通知，要求BBC和其他媒体避免进一步报告关于美国棱镜计划和英国参与的部分计划。
美国军方自棱镜计划和时代计划被泄漏的起始，就限制其雇员访问《卫报》网站，“以防止未经授权的机密信息泄漏。”
德国联邦司法部部长Sabine Leutheusser-Schnarrenberger发推特称，她认为这个项目是一场噩梦（"Alptraum"），要求欧盟机构对此展开调查。
德国籍欧洲议会议员，以及绿党－欧洲自由联盟的司法与内政事务发言人Jan Philipp Albrecht，呼吁对英国违反欧洲联盟基本条约第十六条关于保护个人数据规定的行为展开诉讼。